# 14 травня
14 травня — 134-й день року (135-й у високосні роки) в григоріанському календарі. До кінця року залишається 231 день.

## Свята і пам'ятні дні

### Національні
- Бенін: День матері.
- Малаві: День народження Гастингса Банди або День Камуз.
- Ліберія: День національної єдності. (National Unification Day)
- Грузія: Тамароба або День пам'яті Цариці Тамари.
- США: Національний день булочки і День повітряних бісквітів з пахтою.
- Ізраїль: День незалежності.
- Україна: День пам'яті українців, які рятували євреїв під час Другої світової війни (встановлено щорічно 14 травня Постановою Верховної ради України від 2 лютого 2021 року № 1178-IX [Архівовано 14 травня 2021 у Wayback Machine.])

### Професійні
- Чилі: День інженера.

### Релігійні

#### Християнство
- День Святого Маттіаса.

Православні:
- Мученика Ісидора.
- Пркподобного Микити, затворника Києво-Печерського, єпископа Новгородського.
- Мученика Максима.
- Преподобного Серапіона Синдоніта.
- Святителя Леонтія, патріарха Єрусалимського.

### Іменини
✙ Православні: Микита, Максим, Леонтій

✝  Католицькі:

## Події
- 1796 — британський хірург Едвард Дженнер вперше у світі зробив успішне щеплення від віспи 8-річному хлопчику.
- 1811 — Парагвай здобув незалежність від Іспанії.
- 1853 — у США запатентували згущене молоко.
- 1900 — у Парижі відкрили II Олімпійські ігри.
- 1915 — після 9 місяців російської окупації австро-угорські війська вступили в Дрогобич (Галичина).
- 1940 — Голландія капітулювала перед вермахтом у перший рік Другої світової війни.
- 1948 — у Тель-Авіві прем'єр-міністр Давид Бен-Гуріон публічно виголосив Декларацію незалежності Ізраїлю; ця дата відзначається як День незалежності Ізраїлю.
- 1955 — у Варшаві підписали договір про дружбу, співпрацю та взаємну допомогу соціалістичних країн (Варшавський договір) і створили об'єднане командування збройними силами.
- 1975 — футболісти «Динамо» (Київ) уперше вибороли Кубок Володарів Кубків.

## Народились
Дивись також Категорія:Народились 14 травня
- 1627 — Петро Дорошенко, гетьман Війська Запорозького.
- 1727 — Томас Гейнсборо, британський художник.
- 1771 — Роберт Оуен, валлійський філософ, педагог та соціаліст-утопіст.
- 1836 — Вільгельм Стейніц, австрійський шахіст, перший офіційний чемпіон світу
- 1871 — Василь Стефаник (†1936), український письменник, поет, майстер експресіоністичної новели, громадський діяч, політик
- 1920 — Ярослава Стецько, українська політична діячка, журналістка, співорганізатор Червоного Хреста УПА, жіночої мережі і юнацтва ОУН, Антибільшовицького блоку народів (АБН), голова ОУН(б).
- 1944 — Джордж Лукас, кінорежисер, продюсер, сценарист, творець «Зоряних воєн».
- 1952 — Роберт Земекіс, кінорежисер і продюсер («Назад у майбутнє»).
- 1967 — Віталій Портников, український публіцист та журналіст.
- 1969 — Кейт Бланшетт, австралійська кіноакторка.
- 1975 — Святослав Вакарчук, український музикант, вокаліст, лідер гурту «Океан Ельзи».
- 2001 — Джек Г'юз, американський хокеїст, перший номер драфту НХЛ 2019 року.

## Померли
Дивись також Категорія:Померли 14 травня
- 1610 — Генріх IV, король Франції
- 1643 — Людовик XIII, король Франції
- 1847 — Фанні Мендельсон, німецька співачка, піаністка і композиторка, сестра композитора Фелікса Мендельсона. Її голосом захоплювався Ґете, що присвятив їй вірш (1827).
- 1893 — Ернст Куммер, німецький математик.
- 1912 — Август Стріндберг, шведський письменник-прозаїк, драматург і живописець, основоположник сучасної шведської літератури і сучасного театру.
- 1943 — Анрі Лафонтен, бельгійський юрист, голова Міжнародного бюро миру з 1907 по 1943 рік, лауреат Нобелівської премії миру 1913 року.
- 1967 — Антон Думанський, вчений-хімік, один з засновників колоїдної хімії.
- 1973 — Леопольд Левицький, графік і маляр, заслужений діяч мистецтв України.
- 1973 — Елмер Сноуден, американський джазовий банджоїст і гітарист (нар. 1900).
- 1980 — Г'ю Гріффіт, британський актор, володар премії «Оскар».
- 1987 — Ріта Гейворт, американська акторка.
- 1991 — Аладар Геревич, угорський фехтувальник, олімпійський чемпіон.
- 1995 — Крістіан Бемер Анфінсен, американський біохімік, член Національної АН США, Американської академії мистецтв і наук. Лауреат Нобелівської премії.
- 1998 — Френк Сінатра, американський актор і співак.
- 2001 — Мауро Болоньїні, італійський режисер театру і кіно.
- 2003 — Венді Гіллер, британська акторка, лауреат премії «Оскар».
- 2006 — Роберт Брюс Мерріфілд, американський біохімік, лауреат Нобелівської премії.
- 2015 — Бі Бі Кінг, американський блюзовий музикант.
- 2017
  - Пауерс Бут, американський актор.
  - Євген Грицяк, український діяч, член молодіжної організації ОУН, один з керівників повстання в Норильських таборах 1953 року